# Liste der Stolpersteine in der Provinz Pavia

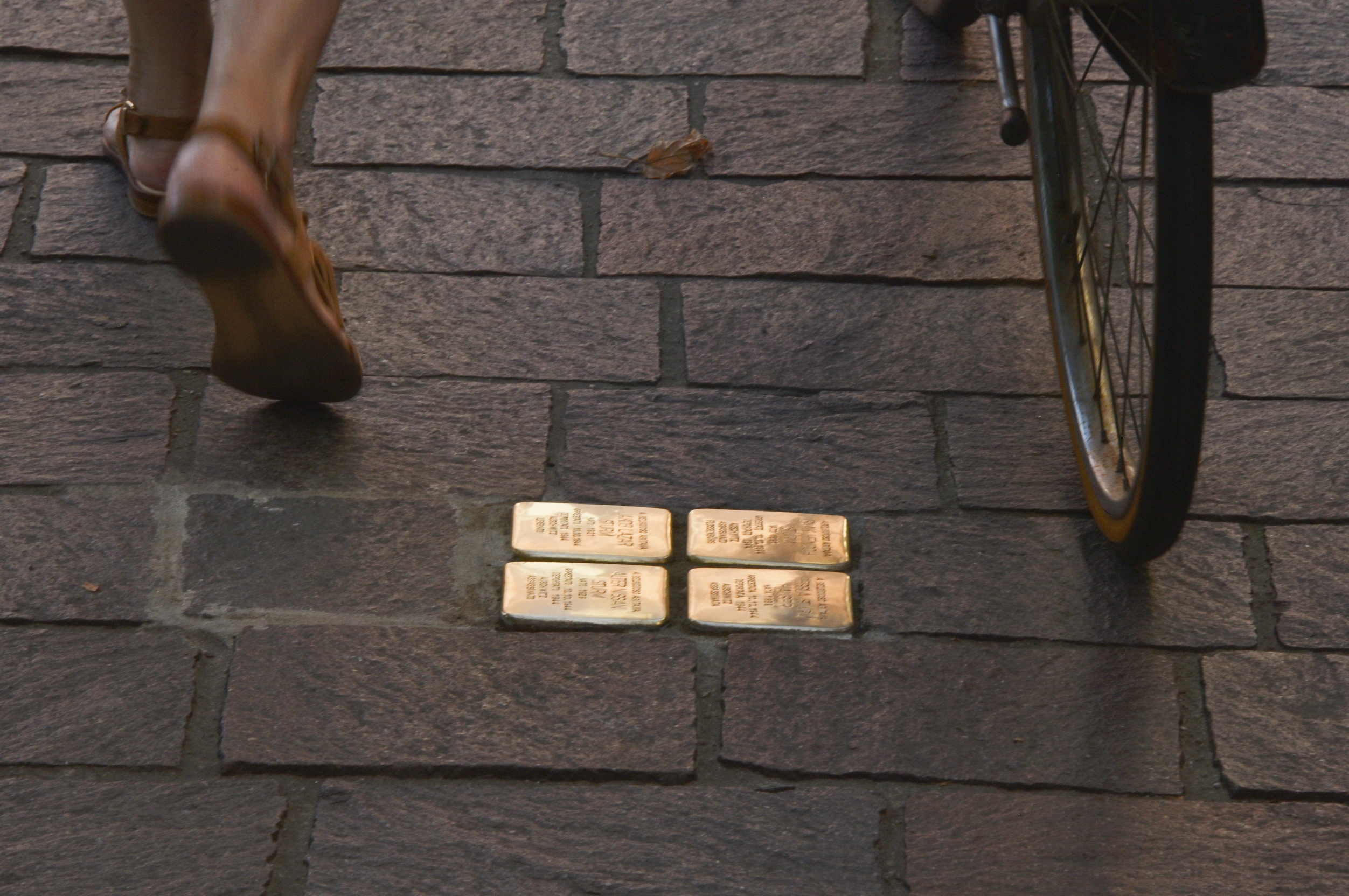
Stolpersteine in Belgioioso

Die Liste der Stolpersteine in der Provinz Pavia enthält die Stolpersteine der Provinz Pavia in der Lombardei. Stolpersteine erinnern an das Schicksal der Menschen aus dieser Provinz, die von Nationalsozialisten ermordet, deportiert, vertrieben oder in den Suizid getrieben worden sind. Die Stolpersteine wurden von Gunter Demnig verlegt. Sie liegen im Regelfall vor dem letzten selbstgewählten Wohnort des Opfers. Ihre Bezeichnung lautet auf Italienisch: Pietre d’inciampo.

## Listen der Stolpersteine
Die Tabellen sind teilweise sortierbar; die Grundsortierung erfolgt alphabetisch nach dem Familiennamen.

### Belgioioso
In Belgioioso wurden vier Stolpersteine an einer Adresse verlegt.
| Stolperstein | Übersetzung | Verlegeort                            | Name, Leben |
| ------------ | --- | ------------------------------------- | --- |
|              | IN BELGIOIOSO WOHNTE ALTER NISSAN STURM GEBOREN 1929 VERHAFTET 10.10.1944 DEPORTIERT 1944 AUSCHWITZ ERMORDET             | Via Giuseppe Garibaldi, 54 Belgioioso | Alter Nissan Sturm, auch Nissim Sturm, wurde am 7. Mai 1929 in Tarnobrzeg, Polen, geboren. Seine Eltern waren der Kaufmann Isacco Sturm und dessen Frau Pessla Hauser. Er hatte einen Bruder, Jakob (geboren 1922). 1939 zog die Familie nach Mailand, weil für Italien als einziges Land kein Visum notwendig war. Nach dem Inkrafttreten der Italienischen Rassengesetze gab es nur zwei Möglichkeiten für ausländische Juden: Das Land zu verlassen oder eine Internierung. Alter Nissan Sturm und seine Familie wurden in Ferramonti di Tarsia in der Nähe von Cosenza interniert. Sie konnten das Lager verlassen und ließen sich unter Auflagen in Belgioioso nieder. Dort wurden sie am 10. Oktober 1944 erneut verhaftet. Zuerst wurde die Familie im San-Vittore-Gefängnis in Mailand interniert, danach im Durchgangslager Bozen. Von dort wurden sie am 24. Oktober 1944 mit dem Transport Nr. 18 in das Vernichtungslager Auschwitz deportiert. Der Transport langte vier Tage später in Auschwitz an. Im Lager, noch während der Selektion, fand ihn sein Bruder Jacob wieder. Beide wurden für das Lager zum Arbeiten selektiert. Alter Nissan Sturm konnte nicht lange überleben, als arbeitsunfähig wurde er am 30. November 1944 erschossen. Auch seine Eltern wurden in Auschwitz ermordet, sein Bruder überlebte das Lager und gründete eine Familie. |
|              | IN BELGIOIOSO WOHNTE ISAAK HENOCH STURM GEBOREN 1891 VERHAFTET 10.10.1944 DEPORTIERT 1944 AUSCHWITZ ERMORDET FLOSSENBÜRG | Via Giuseppe Garibaldi, 54 Belgioioso | Isaak Henoch Sturm, auch Isacco Sturm, wurde am 30. Dezember 1891 in Tarnobrzeg geboren. Er war verheiratet mit Pessla Hauser. Das Paar hatte zwei Söhne: Jacob (geboren 1922) und Alter Nissim (geboren 1929). Isaak Sturm war Kaufmann und Inhaber eines Herrenbekleidungsgeschäftes in seiner Heimatstadt. 1939 beschloss die Familie nach Italien zu ziehen, das einzige Land, wo es zu diesem Zeitpunkt noch möglich war ohne Visum hinzuziehen. Sie ließen sich in Mailand nieder. Nach dem Inkrafttreten der italienischen Rassengesetze wurde die Familie Ferramonti di Tarsia in der Nähe von Cosenza interniert. Sie konnten das Lager verlassen und ließen sich unter Auflagen in Belgioioso nieder. Dort wurden alle vier am 10. Oktober 1944 erneut verhaftet. Zuerst wurden sie im San-Vittore-Gefängnis in Mailand interniert, dann im Durchgangslager Bozen. Von dort wurden sie am 24. Oktober 1944 mit dem Transport Nr. 18 in das Vernichtungslager Auschwitz deportiert. Der Transport langte vier Tage später in Auschwitz an. Sturm bekam die Nummer B-13736. Isaak Henoch Sturm wurde am 30. November 1944 ermordet. Auch seine Frau und sein Sohn Alter Nissim wurden in Auschwitz ermordet, sein Sohn Jacob überlebte Auschwitz und gründete eine Familie. |
|              | IN BELGIOIOSO WOHNTE JAKOB LAZAR STURM GEBOREN 1921 VERHAFTET 10.10.1944 DEPORTIERT 1944 AUSCHWITZ BEFREIT               | Via Giuseppe Garibaldi, 54 Belgioioso | Jakob Lazar Sturm, auch Jacob, wurde am 2. Juli 1922 in Krakau, Polen, geboren. Seine Eltern waren der Kaufmann Isacco Sturm und dessen Frau Pessla Hauser. Er hatte einen Bruder, Alter Nissan (geboren 1929). 1939 zog die Familie nach Mailand, weil für Italien als einziges Land kein Visum notwendig war. Nach dem Inkrafttreten der Italienischen Rassengesetze gab es nur zwei Möglichkeiten für ausländische Juden: Das Land zu verlassen oder eine Internierung. Jacob Sturm und seine Familie wurden in Ferramonti di Tarsia in der Nähe von Cosenza interniert. Sie konnten das Lager verlassen und ließen sich unter Auflagen in Belgioioso nieder. Dort wurden sie am 10. Oktober 1944 erneut verhaftet. Zuerst wurde die Familie im San-Vittore-Gefängnis in Mailand interniert, danach im Durchgangslager Bozen. Von dort wurden sie am 24. Oktober 1944 mit dem Transport Nr. 18 in das Vernichtungslager Auschwitz deportiert. Der Transport langte vier Tage später in Auschwitz an. Im Lager, noch während der Selektion, fand er seinen Bruder Alter Nissan wieder. Beide wurden für das Lager zum Arbeiten selektiert. Jacob Sturm erhielt die Nummer B-13736. Am 10. Januar 1945 wurden Gefangene in einen Zug verladen und nach Gleiwitz gebracht, da russische Truppen dem KZ näher kamen. Dort mussten sie sich in einen Wald begeben, wo alle Gefangenen erschossen werden sollten. Jacob Sturm erkannte die Gefahr und floh. In einer Hütte bekam er Nahrung und Kleidung von den dort wohnenden Bauern, aber er konnte nicht bleiben, die Bauern hatten Angst vor den Deutschen und zu erwartenden Repressalien, wenn der Flüchtling entdeckt werden würde. Er wanderte weiter und wurde in einem anderen Bauernhaus aufgenommen, konnte in der Scheune schlafen und half im Gegenzug bei anfallenden Arbeiten. Am 18. Januar 1945 langten dort russische Truppen an, Sturm hatte schwere Verletzungen und wurde behandelt. Er folgte der Russischen Armee bis nach Österreich, begab sich dort in die Obhut der britischen Armee und gelangte mit einem Lastwagen der US-Army zurück nach Mailand. Eine Tochter von Jacob Sturm meldete 1999 ihre ermordete Verwandten an Yad Vashem, sie lebte zu dem Zeitpunkt in Jerusalem. Sein Bruder und sein Vater wurden am 30. November 1944 ermordet, seine Mutter hat Auschwitz ebenfalls nicht überlebt. |
|              | IN BELGIOIOSO WOHNTE PESSLA STURM HAUSER GEBOREN 1889 VERHAFTET 10.10.1944 DEPORTIERT 1944 AUSCHWITZ ERMORDET            | Via Giuseppe Garibaldi, 54 Belgioioso | Pessla Sturm Hauser wurde am 30. Mai 1889 in Tarnobrzeg geboren. Ihre Eltern waren Jacob Hauser und Feige Brano. Sie heiratete den Kaufmann Isaak Sturm; sie hatten zwei Söhne: Jacob (geboren 1922) und Alter Nissim (geboren 1929). 1939 beschloss die Familie nach Italien zu ziehen, das einzige Land, wo es zu diesem Zeitpunkt noch möglich war ohne Visum hinzuziehen. Sie ließen sich in Mailand nieder. Nach dem Inkrafttreten der italienischen Rassengesetze wurde die Familie Ferramonti di Tarsia in der Nähe von Cosenza interniert. Sie konnten das Lager verlassen und ließen sich unter Auflagen in Belgioioso nieder. Dort wurden sie am 10. Oktober 1944 erneut verhaftet. Die Familie wurde im San-Vittore-Gefängnis in Mailand interniert, dann im Durchgangslager Bozen. Von dort wurden alle vier am 24. Oktober 1944 mit dem Transport Nr. 18 in das Vernichtungslager Auschwitz deportiert. Der Transport langte vier Tage später in Auschwitz an. Pessla Sturm Hauser hat die Shoah nicht überlebt. Ihr Mann und ihr Sohn Alter Nissan wurden ebenfalls von den Nazis ermordet. Ihr Sohn Jacob konnte das Lager überleben, entkam einer geplanten Erschießung und gründete eine Familie. |

### Broni
In Broni wurde ein Stolperstein verlegt.
| Stolperstein | Übersetzung                                                                                           | Verlegeort                   | Name, Leben |
| ------------ | --- | ---------------------------- | --- |
|              | HIER WOHNTE EGISTO CAGNONI GEBOREN 1875 VERHAFTET 20.3.1944 DEPORTIERT MAUTHAUSEN ERMORDET 21.11.1944 | Via Emanuelli, 486 · Broni · | Egisto Cagnoni wurde am 14. Juli 1875 in Broni geboren. Er stammte aus einer wohlhabenden Familie und war seit Kindheit aktiv in den sozialistischen Kreisen von Broni. Er studierte Jura in Turin, doch sein Engagement für die Bauern in Lomellina führte zum Studienabbruch. 1902 wurde er Sekretär der Federazione proletaria di Lomellina. 1904 flüchtete er in die Schweiz, um seiner Verhaftung zu entgehen. Dort gründete er in Lugano den Verlag “Avanguardia”. 1908 kehrte er nach einer Amnestie nach Italien zurück. Erneut betätigte er sich politisch, 1913 wurde er Abgeordneter. Cagnoni stellte sich gegen Italiens Beteiligung am Ersten Weltkrieg. Während der Kriegsjahre war er Bürgermeister von Mortara. In den Nachkriegsjahren wurde er wiederum in die Camera dei deputati gewählt, die italienische Abgeordnetenkammer, und war Sekretär der Arbeiterkammer in Pavia. Mehrfach war er Zielscheibe von faschistischen Übergriffen. Egisto Cagnoni flüchtete zuerst nach Frankreich, um sich diesen zu entziehen, 1937 kam er wieder nach Italien, lebte kurz in Mortara und ließ sich dann in Mailand nieder, wo er in Armut lebte. Nach dem Waffenstillstand von Cassibile schloss er sich dem Widerstand an. Er war für die Unterstützung und Ausbürgerung ehemaliger angloamerikanischer Gefangener zuständig, 14 schickt er in die Schweiz. Er wurde von einem Spitzel verraten und am 20. März 1944 in Mailand verhaftet. Cagnoni wurde im San-Vittore-Gefängnis von Mailand inhaftiert und danach in das Durchgangslager Fossoli überstellt. Am 27. Juni 1944 wurde er in das KZ Mauthausen deportiert und mit der Nummer 76651 registriert. Die Strapazen des Lagers überstand er nicht lange, körperlich am Ende wurde er in die Tötungsanstalt Hartheim überstellt, in dessen Gaskammer zuerst Behinderte und später italienische Widerstandskämpfer, die nicht mehr zur Zwangsarbeit taugten, ermordet wurden. Egisto Cagnoni wurde dort am 21. November 1944 ermordet. Er hatte zumindest eine Tochter, Mimina. Drei Straßen tragen seinen Namen, in Ceretto Lomellina, Mede und Pavia. In Broni gibt es eine Piazza Egisto Cagnoni. |

### Chignolo Po
In Chignolo Po wurde ein Stolperstein verlegt.
| Stolperstein | Übersetzung | Verlegeort                     | Name, Leben                 |
| ------------ | --- | ------------------------------ | --------------------------- |
|              | HIER WOHNTE GIOVANNI PECCHI GEBOREN 1926 VERHAFTET 27.7.1944 DEPORTIERT 1944 FLOSSENBÜRG ERMORDET 24.3.1945 DRESDEN | Via XXV aprile, 73 Chignolo Po | Giovanni Pecchi (1926–1945) |

### Cilavegna
In Cilavegna wurden zwei Stolpersteine verlegt.
| Stolperstein | Übersetzung                                                                                                  | Verlegeort             | Name, Leben |
| ------------ | --- | ---------------------- | --- |
|              | HIER WOHNTE GIOVANNI MACCAFERRI GEBOREN 1923 VERHAFTET 3.3.1944 DEPORTIERT 1944 MAUTHAUSEN ERMORDET MAI 1945 | Via Roma, 38 Cilavegna | Giovanni Maccaferri wurde am 8. Dezember 1923 in Cilavegna geboren. Er war Arbeiter in der Strumpfwarenfabrik Lomellino Fratelli Giudice in Cilavegna. Maccaferri war Antifaschist und beteiligte sich am Streik von Cilavegna. Am 3. März 1944 wurde er gemeinsam mit seinen Kollegen Giovanni Casinghino, Luigina Cirini und Clotilde Giannini sowie mit dem Schneider Pietro Zorini Omodeo verhaftet. Zuerst waren die Widerstandskämpfer im Castello von Vigevano inhaftiert, dann wurden sie in das San-Vittore-Gefängnis von Mailand überstellt. Zusammen mit Orini wurde er in das Durchgangslager Fossoli überstellt. Am 15. März 1944 wurde Maccaferri in das Konzentrationslager Mauthausen deportiert und zur Zwangsarbeit eingeteilt. Giovanni Maccaferri starb drei Tage nach der Befreiung, am 8. Mai 1945, an den Folgen der KZ-Haft. Clotilde Giannini kam von Mauthausen nach Auschwitz und schließlich in das KZ Bergen-Belsen. Auch sie kam verlor ihr Leben, kurz vor dem Untergang des NS-Regimes. Die anderen Streikführer konnten überleben. |
|              | HIER WOHNTE CAMILLA CAMPANA GEBOREN 1916 VERHAFTET 3.3.1944 DEPORTIERT BUCHENWALD BEFREIT                    | Via Roma, 38 Cilavegna | Camilla Campana (1916–1982) |

### Gambolò
In Gambolò wurden zwei Stolpersteine verlegt, beide befinden sich auf der Piazza Cavour, an zwei verschiedenen Stellen der Piazza.
| Stolperstein | Übersetzung | Verlegeort            | Name, Leben |
| ------------ | --- | --------------------- | --- |
|              | HIER WOHNTE PAOLO COSTA GIOVANOLO GEBOREN 1905 VERHAFTET 6.1.1944 DEPORTIERT 1944 DACHAU ERMORDET BUCHENWALD           | Piazza Cavour Gambolò | Paolo Costa Giovanolo (1905–1944/45) |
|              | HIER WOHNTE PAOLO COTTA RAMUSINO GEBOREN 1922 VERHAFTET 1.12.1944 DEPORTIERT 1944 BUCHENWALD ERMORDET 2.3.1945 OHRDRUF | Piazza Cavour Gambolò | Paolo Cotta Ramusino wurde 1922 in Gambolò geboren. Er war ein einfacher Soldat, der, wie 600.000 Kameraden, nach dem Waffenstillstand von Cassibile den Eid auf Mussolini und Hitlers Marionettenregime verweigerte. Am 1. Dezember 1944 wurde er verhaftet und in das Konzentrationslager Buchenwald deportiert. Paolo Cotta Ramusino wurde am 2. März 1945 im Außenlager Ohrdruf, wo er Zwangsarbeit für Kriegsgüter verrichten musste, ermordet. Bei der Verlegung des Stolpersteines am 27. Januar 2020 sprach der Bürgermeister, Antonio Costantino. Anwesend war auch sein damaliger Stellvertreter. Schulkinder machten eine Performance, sie trugen dabei alle den Judenstern. |

### Garlasco
In Garlasco wurden zwei Stolpersteine an einer Adresse verlegt.
| Stolperstein | Übersetzung                                                                                                  | Verlegeort                     | Name, Leben |
| ------------ | --- | ------------------------------ | --- |
|              | HIER WOHNTE PIETRO GALLIONE GEBOREN 1918 VERHAFTET 8.9.1943 DEPORTIERT 1943 MITTELBAU-DORA ERMORDET 5.4.1945 | Piazza Repubblica, 11 Garlasco | Pietro Gallione wurde am 23. August 1918 in Garlasco geboren. Er war Maurer und kämpfte in Griechenland in der Artillerie. Ende August 1943 kehrte er nach Italien zurück. Am 8. September 1943 befand er sich in Mestre, wo er verhaftet wurde. Er wurde in das KZ Mittelbau-Dora deportiert. Während der Deportation schafft er es noch einen Brief an seine Familie aus dem Waggon zu werfen, die Familie erhielt ihn. Pietro Gallione wurde am 5. April 1945, wenige Tage vor der Befreiung des Lagers durch die US-Army, ermordet. |
|              | HIER WOHNTE FRANCESCO MAZZA GEBOREN 1901 VERHAFTET 9.9.1944 DEPORTIERT 1944 DACHAU ERMORDET 19.2.1945        | Piazza Repubblica, 11 Garlasco | Francesco Mazza wurde am 27. Juni 1901 in Garlasco geboren. Er war Bauer und half alliierten Soldaten, die aus Lagern flüchten konnten. Versteckte sie bei sich, bis sie sicher in die Schweiz flüchten konnten. Er wurde verraten und am 9. September 1944 verhaftet. Er wurde im San Vittore Gefängnis inhaftiert und von dort in das Durchgangslager Bozen überstellt. Von dort wurde er ins KZ Dachau deportiert. Francesco Mazza wurde dort am 19. Februar 1945 ermordet.                                                          |

### Gravellona Lomellina
In Gravellona Lomellina wurde ein Stolperstein verlegt.
| Stolperstein | Übersetzung | Verlegeort                                    | Name, Leben |
| ------------ | --- | --------------------------------------------- | --- |
|              | HIER WOHNTE CLOTILDE GIANNINI GEBOREN 1903 VERHAFTET 3.3.1944 DEPORTIERT 1944 AUSCHWITZ GESTORBEN 24.5.1945 BERGEN-BELSEN | Via Clotilde Giannini, 1 Gravellona Lomellina | Clotilde Giannini wurde am 24. Dezember 1903 in Tornaco in der piemontesischen Provinz Novara geboren. Sie heiratete Alfredo Giannini. Das Paar hatte einen Sohn und lebte in Gravellona Lomellina. Giannini war Feministin und Antifaschistin, arbeitete in der Strumpfwarenfirma Giudice in Cilavegna und beteiligte sich am 2. März 1944 – gemeinsam mit 472 Arbeitern – an den antifaschistischen Streiks, die Anfang März 1944 große Teile der besetzten Regionen Italiens lahmlegte. Am Folgetag trafen die Nazis ein und verhafteten eine Reihe von Organisatoren des Streiks, darunter Camilla Campana, Luigina Cirini, Clotilde Giannini und Giovanni Maccaferri. Die Kämpferinnen wurden im Castello Sforzesco von Vigevano interniert und in der Folge in das San-Vittore-Gefängnis von Mailand überstellt. Von dort wurden sie nach Bergamo verlegt, am 18. März 1944 in das Konzentrationslager Auschwitz deportiert und zu einem nicht bekannten Zeitpunkt in das Konzentrationslager Bergen-Belsen verlegt. Clotilde Giannini erlebte noch die Befreiung des Lagers durch englische Truppen am 15. April 1945, verstarb jedoch neun Tage später an den Folgen von Zwangsarbeit und Entbehrung. Zwei Briefe an ihren Ehemann sind erhalten, der erste vom 4. April 1944 aus den Gefängnis von Bergamo, der zweite vom 4. Mai 1944 aus Verona. Der zweite Brief ist sehr kurz: „Lieber Alfredo, 5 Uhr morgens aus Verona, meine aufrichtigen Grüße und Küsse kommen von Ihrer Clotilde. Ich fahre nach Deutschland. Alfredo, ich freue mich auf die Reise. Wir hoffen, dass alles mit einem Wiedersehen endet. Alfredo, grüße meinen Sohn und halte ihn fest. Küsse, Grüße [...].“ In Gravellona Lomellina trägt eine Straße ihren Namen. |

### Landriano
In Landriano wurden vier Stolpersteine auf der Piazza Guglielmo Marconi 19, im Innenhof vor dem Eingang der Poliklinik, verlegt.
| Stolperstein | Übersetzung | Name, Leben |
| ------------ | --- | --- |
|              | HIER WOHNTE MAX HERBERT BICK GEBOREN 1906 VERHAFTET 1.12.1943 DEPORTIERT 1944 AUSCHWITZ ERMORDET 6.2.1944       | Max Herbert Bick wurde am 17. Juli 1906 in München geboren. Seine Eltern waren der Kaufmann David Bick und dessen Frau Rosa, geborene Bärmann. Er hatte zwei Geschwister, Sigmund (geboren 1903) und Sofia (geboren 1914). Max Herbert Bick war Tänzer und Artist, sein Künstlername war Herbert Beryll. Er verdiente sich seinen Lebensunterhalt aber auch als Kaufmann, er betrieb einen Kleinhandel mit Lebensmitteln auf Bestellung. Im Jahr 1935 zogen Max Herbert Bick, inzwischen Geiger, sein Bruder und seine Schwester nach Mailand. Seine Mutter war 1933 verstorben, sein Vater fiel 1915 im Ersten Weltkrieg. Er und sein Bruder wurden das erste Mal nach dem Inkrafttreten der Rassegesetze von 1938 verhaftet und im Internierungslager Ferramonti di Tarsia inhaftiert. Sie konnten das Lager wieder verlassen, mussten sich in Landriano niederlassen. Dort kamen die Brüder am 14. September 1941 an. Sie wohnten in einem Gasthof und arbeiteten als Kunsthandwerker, unter anderem an der Verschönerung der Kirche. Am 1. Dezember 1943 wurde sie hier erneut verhaftet, zuerst im Gefängnis von Pavia inhaftiert, dann in Mailand. Von dort wurde er mit seinem Bruder am 30. Januar 1944 mit dem Transport Nr. 6 nach Auschwitz deportiert. Der Transport langte am 6. Februar 1944 dort ein. Max Herbert Bick hat die Shoah nicht überlebt. Auch sein Bruder und sein Neffe wurden Opfer der Shoah. Ein Platz in Landriano, die Piazzale Sigismondo e Max Herbert Bick, erinnert an die Brüder. |
|              | HIER WOHNTE SIGISMONDO BICK GEBOREN 1903 VERHAFTET 1.12.1943 DEPORTIERT 1944 AUSCHWITZ ERMORDET 6.2.1944        | Sigismondo Bick, eigentlich Sigmund Bick, wurde am 11. März 1903 in München geboren. Seine Eltern waren der Kaufmann David Bick und dessen Frau Rosa, geborene Bärmann. Er hatte zwei Geschwister, Max Herbert (geboren 1906) und Sofia (geboren 1914). Sigmund Bick war Kunstmaler und spezialisiert auf Chinesische Lackmalerei auf Möbel. Am 18. Oktober 1935 zog er nach Mailand, seine Geschwister kamen mit ihm. Dort wurden sie das erste Mal nach dem Inkrafttreten der Rassegesetze von 1938 verhaftet und im Internierungslager Ferramonti di Tarsia inhaftiert. Sie konnten das Lager wieder verlassen, mussten sich zwangsweise in Landriano niederlassen. Dort kamen sie am 14. September 1941 an. Die Brüder wohnten in einem Gasthof und arbeiteten als Kunsthandwerker, unter anderem an der Verschönerung der Kirche. Am 1. Dezember 1943 wurde sie hier erneut verhaftet, zuerst im Gefängnis von Pavia inhaftiert, dann in Mailand. Von dort wurde er mit seinem Bruder am 30. Januar 1944 mit dem Transport Nr. 6 nach Auschwitz deportiert. Der Transport langte am 6. Februar 1944 dort ein. Sigmund Bick hat die Shoah nicht überlebt. Auch sein Bruder und sein Neffe wurden Opfer der Shoah. Ein Platz in Landriano, die Piazzale Sigismondo e Max Herbert Bick, erinnert an die Brüder. |
|              | HIER WOHNTE SOFIA BICK GEBOREN 1914 VERHAFTET 20.7.1944 DEPORTIERT 1944 AUSCHWITZ BEFREIT                       | Sofia Bick, eigentlich Sophie Bick, wurde am 14. August 1914 in München geboren. Ihre Eltern waren der Kaufmann David Bick und dessen Frau Rosa, geborene Bärmann. Sie hatte zwei Geschwister, Sigmund (geboren 1903) und Max Herbert (geboren 1906). Sie wurde Modistin, blieb ledig. Am 30. Dezember 1934 wurde ihr Sohn Heinz in München geboren. Sophie Bick ging mit ihren zwei Brüdern 1935 nach Mailand, ihr Sohn Heinz lebte von da an bis zur Auflösung, in einem Kinderheim. Am 20. Juli 1944 wurde sie in Verona verhaftet und in Mailand inhaftiert. Von dort wurde sie am 2. August 1944 mit dem Transport Nr. 14 in das Vernichtungslager Auschwitz deportiert. Laut Stolperstein hat sie überlebt, laut anderen Quellen (Gedenkbuch) wurde Sophie Bick ermordet. Ihre Brüder wurden beide in Auschwitz ermordet. Ihr Sohn wurde im März 1943 von München nach Auschwitz deportiert und ermordet. |
|              | HIER WOHNTE MARIO SPADARI GEBOREN 1922 VERHAFTET 27.9.1944 DEPORTIERT 1944 BUCHENWALD ERMORDET 2.3.1945 OHRDRUF | Mario Spadari (1922–1945) |

### Langosco
In Langosco wurde ein Stolperstein verlegt.
| Stolperstein | Übersetzung | Verlegeort                        |                               |
| ------------ | --- | --------------------------------- | ----------------------------- |
|              | IN LANGOSCO WOHNTE CONTE LUIGI LANGOSCO DI LANGOSCO GEBOREN 1876 IM WIDERSTAND VERHAFTET 1944 DEPORTIERT MAUTHAUSEN ERMORDET 18.7.1944 SCHLOSS HARTHEIM | Via Giuseppe Mazzini, 61 Langosco | Luigi Di Langosco (1876–1944) |

### Lardirago
In Lardirago wurde ein Stolperstein verlegt.
| Stolperstein | Übersetzung | Verlegeort                                          |                        |
| ------------ | --- | --------------------------------------------------- | ---------------------- |
|              | HIER WOHNTE NINO NEGRI GEBOREN 1901 VERHAFTET 17.8.1944 DEPORTIERT 1944 FLOSSENBÜRG ERMORDET 4.2.1945 HERSBRUCK | Via IV Novembre, 62 vor dem Kriegsdenkmal Lardirago | Nino Negri (1901–1945) |

### Lomello
In Lomello wurden zwei Stolpersteine an einer Adresse verlegt.
| Stolperstein | Übersetzung | Verlegort                  | Name, Leben |
| ------------ | --- | -------------------------- | --- |
|              | HIER WURDE VERHAFTET GIUSEPPE LOEW GEBOREN 1926 PARTISAN VERHAFTET 6.7.1944 DEPORTIERT 1944 AUSCHWITZ GESTORBEN FEB. 1945 DACHAU | Piazza Castello, 1 Lomello | Giuseppe Loew wurde am 26. Juni 1926 in Mailand geboren. Sein Vater war Jude, seine Mutter Christin. Loew war Student, wurde nach Lomellina vertrieben und gründete dort im Frühjahr 1944 eine geheime Hilfsorganisation für alliierte Gefangene. Am Abend des 6. Juli 1944 wurde er festgenommen und zuerst im Gefängnis von Pavia, dann im Mailänder Gefängnis San Vittore inhaftiert. Er wurde ins Durchgangslager Bozen überstellt und am 24. Oktober 1944 von dort in das KZ Auschwitz deportiert. Giuseppe Loew wurde am 28. Januar 1945 in das KZ Dachau verlegt, wo er kurz darauf sein Leben verlor.                                                     |
|              | HIER WOHNTE GIUSEPPE ZALTIERI GEBOREN 1909 PARTISAN VERHAFTET 30.10.1944 DEPORTIERT 1944 MAUTHAUSEN ERMORDET APRIL 1945 OHRDRUF  | Piazza Castello, 1 Lomello | Giuseppe Zaltieri wurde am 1. September 1909 in Isorella, Provinz Brescia, geboren. Er war Landarbeiter und wohnte mit seiner Frau und seinen vier Kindern am Bauernhof Boragno di Lomello. Zaltieri versteckte mehrere britische und amerikanische Soldaten und verhalf ihnen zur Flucht in die Schweiz. Am 30. Oktober 1944 wurde er von Schwarzen Brigaden aus Mortara gefasst und nach San Vittore verschleppt. Er kam ins Durchgangslager Bozen und wurde von dort in das KZ Auschwitz deportiert, dann in das KZ Buchenwald überstellt und zur Zwangsarbeit im Außenlager Ohrdruf eingeteilt. Giuseppe Zaltieri wurde im April 1945 vom NS-Regime ermordet. |

### Mede
In Mede wurde ein Stolperstein verlegt.
| Stolperstein | Übersetzung                                                                                                | Verlegeort                                                                 | Name, Leben |
| ------------ | --- | -------------------------------------------------------------------------- | --- |
|              | HIER WOHNTE CARLO NIPOTI GEBOREN 1908 VERHAFTET OKT. 1943 DEPORTIERT 1943 MITTELBAU-DORA ERMORDET 1.2.1944 | Via Andrea Costa / Ecke Via P. Bernini (früherer Name Via Malcantone) Mede | Carlo Nipoti wurde am 30. Dezember 1908 geboren. Seine Eltern Pietro Nipoti und Angela Armandola waren Bauern. Carlo Nipoti wurde Zimmermann. Am 26. August 1933 heiratete er die ebenfalls aus Mede stammende Giuseppa Sartirana Ercole, auch sie aus Mede. Das Ehepaar zog mehrmals um, wohnte eine Zeit lang auch in Sartirana Lomellina . 1938 kehrten sie nach Mede zurück und Carlo Nipoti baute eine kleine Tischlerei auf. 1941 wurde er einberufen und bei der Besetzung Albaniens eingesetzt. Nach dem Waffenstillstand von Cassibile im September 1943 verweigerte er den Schwur auf die Italienische Sozialrepublik , die Marionettenregierung Hitlers. Er wurde im Oktober 1943 von den Deutschen festgenommen und als I.M.I. nach Deutschland deportiert und im KZ Mittelbau-Dora interniert, wo er durch Zwangsarbeit, Mangelernährung und katastrophale hygienische Zustände ums Leben gebracht. Carlo Nipoti verlor sein Leben am 1. Februar 1944. [ 29 ] Sein Stolperstein liegt vor seinem Geburtshaus. [ 30 ] 1966 wurde er im Buch Gli schiavi di Hitler [Hitlers Sklaven] von Lazzero Ricciotti erwähnt. [ 31 ] |

### Montù Beccaria
In Montù Beccaria wurde ein Stolperstein verlegt.
| Stolperstein | Übersetzung                                                                             | Verlegeort                       | Name, Leben |
| ------------ | --------------------------------------------------------------------------------------- | -------------------------------- | --- |
|              | HIER LEBTE PIETRO CRESCIMBINI GEBOREN 1917 VERHAFTET 1944 DEPORTIERT MAUTHAUSEN BEFREIT | Piazza Umberto I° Montù Beccaria | Pietro Crescimbini, auch bekannt als Barba Pinu, wurde am 8. September 1917 in Montù Beccaria geboren. Er wurde Landwirt und war politisch aktiv. Mit Freunden gründete er die erste Brigade Matteotti. die später die Division Dario Barni wurde. Crescimbinis Kampfname war Sangue. Bis zu seiner Gefangennahme am 11. September 1944 in Barosto nahm er an zahlreichen Guerilla-Aktionen teil. Er wurde zuerst in Varzi inhaftiert, dann in Piacenza und schließlich Parma, von wo er in das Durchgangslager Bozen überstellt wurde. Dann erfolgte seine Deportation in das KZ Mauthausen und schlussendlich in das KZ Gusen II. Pietro Crescimbini wurde im Mai 1945 befreit. In seiner Heimatstadt führte er eine Trattoria mit dem Namen Barba Pinu. Pietro Crescimbini starb 2003. Der Stolperstein wurde von seinem Sohn Carlo verlegt. |

### Mortara
In Mortara wurde ein Stolperstein verlegt.
| Stolperstein | Übersetzung | Verlegeort                       | Name, Leben |
| ------------ | --- | -------------------------------- | --- |
|              | HIER WOHNTE CESARE CAPETTINI GEBOREN 1909 VERHAFTET 20.12.1943 DEPORTIERT 1944 MAUTHAUSEN ERMORDET 4.3.1945 GUSEN | Piazza Guglielmo Marconi Mortara | Cesare Capettini wurde am 3. April 1909 in Fubine geboren. Er war das jüngste von vier Kindern, unter seinen Geschwistern befand sich auch sein älterer Bruder Arturo, geboren 1900 in Zeme. Er war Arbeiter. 1939 zog er mit seinem Bruder Arturo nach Mailand. Capettini wurde eingezogen und musste bei der Flugabwehr dienen. Er desertierte und ging nach Mortara, wo er sich versteckte. Er wurde – wie sein Bruder – im Widerstand tätig. Capettini wurde am 20. Dezember 1943 im Geschäft seines Bruders in Mailand verhaftet, während er gerade Waffen, Kleidung und Nahrungsmittel für andere Partisanen verlud. Zwei griechische Ex-Internierte, die der Bruder versteckt hatte, konnten flüchten. Cesare Capettini hingegen gelang die Flucht nicht, weil er die Kiste mit den Waffen in Händen hielt. Er wurde verhaftet, in die Questura in der Via Copernico gebracht, verhört und gefoltert. Danach wurde er in das San-Vittore-Gefängnis von Mailand eingeliefert. Am 18. Februar 1944 wurde er vom Bahnhof Milano Lambrate aus in das KZ Mauthausen deportiert, gemeinsam mit 200 weiteren inhaftierten Männern, und zur Zwangsarbeit eingeteilt. Cesare Capettini wurde am 4. März 1945 vom NS-Regime ermordet. Cesares Bruder, Arturo Capettini, heiratete Mathilde Bottero und eröffnete ein Fahrradgeschäft in Mailand, welches zum Drehpunkt des Widerstandes wurde. Arturo Capettini war Funktionär der Partito Comunista Italiano und wurde während eines Aufenthalts in Mortara gefangen genommen. Er, Gaetano Andreoli, Cesare Poli und Angelo Scotti vier weitere Antifaschisten wurden nach einem Schnellverfahren am 31. Dezember 1943 in Mailand standrechtlich erschossen. |

### Pavia
In Pavia wurden sechs Stolpersteine an sechs Adressen verlegt.
| Stolperstein | Übersetzung | Verlegeort                           | Name, Leben |
| ------------ | --- | ------------------------------------ | --- |
|              | HIER WOHNTE GIOVANNI ALT GEBOREN 1886 VERHAFTET 4.12.1943 DEPORTIERT 1944 AUSCHWITZ ERMORDET 26.2.1944                     | Viale Vittorio Emanuele II, 22 Pavia | Giovanni Alt, ursprünglich Hans Alt, wurde am 18. November 1886 in Wien geboren. Seine Eltern waren Samuele Alt und Carolina, geborene Maritschek. Nach Abschluss des Vertrages von Saint-Germain im September 1919 nahm er die italienische Staatsbürgerschaft an. Er arbeitete für eine belgische Versicherung. Im Jahr 1915 heiratete er Lina Tolentino. Das Paar hatte einen Sohn, Bruno (geboren 1916 in Budapest). Die Familie lebte eine Zeit lang in Triest. Sein Sohn studierte ab 1934 Medizin in Pavia, Giovanni Alt und seine Frau folgten ihm und zogen in eine Unterkunft über der ehemaligen Piave Bar zwischen Viale Vittorio Emanuele und Piazza della Stazione. 1939 wurde die italienische Staatsbürgerschaft von Giovanni und Bruno Alt widerrufen. Bruno Alt gelang es noch 1940 sein Medizinstudium mit Auszeichnung abzuschließen und begann im S. Matteo-Krankenhaus sich zu spezialisieren, auf Grund der Rassengesetze musste er 1941 das Krankenhaus verlassen. Am 4. September wurde Bruno Alt als Notfall im Krankenhaus eingeliefert, er starb wenige Stunden später, am 5. September 1942. Offizielle Todesursache war akute gelbe Leberatrophie, doch laut anderen Unterlagen hatte er Suizid begangen. Giovanni Alt und seine Frau wurden am 4. Dezember 1943 in Pavia festgenommen. Carolina Alt litt an schwerer Arthritis und wurde im Krankenhaus von Mailand eingeliefert, dort gelang es einem behandelnden Arzt ihren Abtransport zu verhindern. Giovanni Alt wiederum wurde zuerst im Durchgangslager Fossoli interniert und von dort am 22. Februar 1944 mit dem Transport Nr. 8 in das Vernichtungslager Auschwitz deportiert. Giovanni Alt wurde unmittelbar nach der Ankunft des Transportes in Auschwitz am 26. Februar 1944 in einer der Gaskammern ermordet. Carolina Alt war vom Krankenhaus in das Durchgangslager Bozen transferiert worden, das Kriegsende verhinderte ihre weitere Deportation nach Deutschland. Sie starb 1963 in einem jüdischen Altersheim in Mailand. Die Via Giovanni e Bruno Alt in Pavia erinnert an Vater und Sohn. 2011 wurde in Pavia die Dokumentarausstellung Lina, Giovanni und Bruno Alt. Eine jüdische Familie aus Pavia, Opfer der faschistischen Rassengesetze, kuriert von Gina und Paola Pisano, gezeigt. |
|              | HIER WOHNTE LUIGI BOZZINI GEBOREN 1927 VERHAFTET 3.1.1945 DEPORTIERT BOZEN BEFREIT 29.4.1945                               | Via Rezia, 24 Pavia                  | Luigi Bozzini wurde am 24. Januar 1927 in Pavia geboren. Er war Student am Istituto Tecnico Antonio Bordoni, er wollte Vermessungsingenieur werden. |
|              | HIER WOHNTE EGIDIO CASASANTA GEBOREN 1923 VERHAFTET 6.10.1943 DEPORTIERT 1943 DACHAU BEFREIT                               | Piazza Italia, 5 Pavia               | Egidio Casasanta (1923–2018) |
|              | HIER WOHNTE ROSA GAIASCHI PETTENGHI GEBOREN 1905 VERHAFTET 1.9.1944 DEPORTIERT 1944 RAVENSBRÜCK SACHSENHAUSEN BEFREIT      | Piazza Petrarca, 32 · Pavia ·        | Rosa Gaiaschi Pettenghi wurde am 28. Oktober 1905 in Pavia geboren. Sie war verheiratete mit Mario Pettenghi, einem Spengler. Das Paar hatte einen Sohn, Ugo. Die Familie engagierte sich im Widerstand gegen die Repubblica Sociale Italiana, Hitlers Marionettenregime mit Sitz in Salò. Sie wurden von Nachbarn gemeldet und am 24. August 1944 wurde der 16-jährige Udo Pettenghi verhaftet, am 1. September 1944 auch Rosa Gaiaschi Pettenghi und ihr Ehemann. Pettenghi und ihr Ehemann wurden am 16. September 1944 in das San-Vittore-Gefängnis von Mailand überstellt und vier Tage später – gemeinsam mit ihren Sohn – in das Durchgangslager Bozen. Dort wurde Rosa Gaiaschi Pettenghi von Mann und Sohn getrennt. Zwar wurden sie am 7. Oktober 1944 wiederum gemeinsam nach Innsbruck deportiert, dort aber trennten sich die Wege erneut. Ihr Ehemann und ihr Sohn wurden in das Konzentrationslager Dachau deportiert, Rosa Gaiaschi Pettenghi hingegen wurde in das Konzentrationslager Ravensbrück. Pettenghi erhielt die Gefangenennummer 77395, war zuerst in Quarantäne und musste dann schwere Erdarbeiten verrichten. In der Folge wurde sie in das Konzentrationslager Sachsenhausen überstellt und im Außenlager Hennigsdorf zur Zwangsarbeit eingeteilt. Sie wurde auf einen Todesmarsch geschickt, konnte aber überleben und im Mai 1945 wurde sie von der Roten Armee befreit. Am Ende ihrer Kräfte, erholte sich aber rasch, querte die Elbe und gelangte in die Amerikanische Besatzungszone. Ende August 1945 kehrte sie nach Pavia zurück, wo bereits ihr Sohn seit zwei Monaten auf sie wartete. Ihr Mann war vom NS-Regime ermordet worden. Rosa Gaiaschi Pettenghi starb am 3. Juni 1992. Ihr Tagebuch stellt ein bedeutendes Zeitdokument dar. Ihren Namen tragen eine Aula im Istituto Cairoli und eine Fußgängerbrücke über den Naviglio pavese. |
|              | HIER WOHNTE CARLO PIETRA GEBOREN 1923 VERHAFTET NOV. 1944 DEPORTIERT 1944 BOZEN ENTKOMMEN                                  | Via Tortona, 14 Pavia                | Carlo Pietra wurde am 3. März 1923 in Torre de’ Negri in der Provinz Pavia geboren. Er war Elektriker und Antifaschist. Im Januar 1944 wurde er in Pavia verhaftet und mit Gewalt zum Dienst in der Wehrmacht verpflichtet. Er gelang ihm die Flucht aus der deutschen Kaserne von Este und er schloss sich den Partisanen an. Pietra kämpfte in den Brigate Matteotti in Castelbrando und Montagnana. Er wurde verraten und im November 1944, als er einen englischen Flieger nach Legnano eskortierte, erneut von den Deutschen gefangen genommen. Es gibt unterschiedliche Angaben über den Zeitpunkt seiner Deportation. Fest steht aber, dass er über Verona in das Durchgangslager Bozen deportiert wurde und im März 1945 von dort erneut flüchten konnte. Carlo Pietra kehrte in seine Heimat zurück und kämpfte nun als Partisan der 168. Brigata Garibaldi für die Befreiung Italiens. Seine Einheit operierte im Magentino. Versteckt wurde er von antifaschistischen Arbeitern der Lancia-Fabrik, nur nachts ging er raus. Am 25. April 1945 wurde in er in einem Scharmützel mit deutschen Streitkräften verletzt, konnte jedoch überleben. Auch in den Nachkriegsjahren war er als Antifaschist aktiv und beteiligte sich in der ANED, der Nationalen Vereinigung der vormals in nationalsozialistische Lager Deportierten. Er heiratete und hatte zumindest eine Tochter, Eralda. In späteren Jahren wurde er Vizepräsident der Pavia-Sektion von ANED und übernahm eine Funktion in der Fondazione Memoria della Deportazione in Mailand. Carlo Pietra starb am 14. Mai 2010 in Pavia. Der Stolperstein wurde auf Initiative seiner Tochter verlegt. |
|              | HIER WOHNTE LODOVICO ZAMPIERI GEBOREN 1907 VERHAFTET 20.12.1944 DEPORTIERT 1945 MAGDEBURG-ROTHENSEE GESTORBEN 1945 NIEMEGK | Piazza del Carmine, 6 Pavia          | Ludovico Zampieri |

### Pieve Albignola
In Pieve Albignola wurden zwei Stolpersteine verlegt.
| Stolperstein | Übersetzung | Verlegort                           | Name, Leben |
| ------------ | --- | ----------------------------------- | --- |
|              | HIER WOHNTE ALDO LOCATELLI GEBOREN 1904 PARTISAN VERHAFTET 27.8.1944 DEPORTIERT 1944 MAUTHAUSEN ERMORDET 26.4.1945 MELK | Piazza della chiesa Pieve Albignola | Aldo Locatelli war Partisan und kämpfte für die Befreiung seiner Heimat von den deutschen Besatzern. Er wurde am 11. November 1904 in Pozzuolo Martesana geboren. Locatelli bewirtschaftete gemeinsam mit dem Eigentümer Guido Panigadi die Cascina Carlina einen Bauernhof in Pieve Albignola. Beide waren Gegner des NS-Regimes und begannen unmittelbar nach dem Waffenstillstand von Cassibile im September 1943, italienische Soldaten, die den Eid auf Mussolini verweigerten, und geflüchtete Kriegsgefangene der Alliierten aufzunehmen und im Bauernhof zu verstecken. Die beiden Widerstandskämpfer hielten auch Funkkontakt mit den alliierten Streitkräften und leisteten logistische Unterstützung bei deren Luftangriffen, beispielsweise durch Positionsfeuer. Am 27. August 1944 tauchten Schwarzhemden in der Cascina Carlina auf, gefolgt von zwei Lastwagen mit deutschen Soldaten. Die antifaschistischen Aktivitäten am Bauernhof waren verraten worden. Des Weiteren fanden die Faschisten und die deutschen Militärs vier Deserteure und zwei Wehrdienstverweigerer vor sowie britische Uniformen und Waffen. Als sie eine Scheune anzündeten, konnte ein englischer Soldat, der im Heu versteckt war, gerade noch entkommen. Alle Bewohner des Bauernhofs wurden festgenommen. Locatelli und Panigadi sollten auf dem Friedhof von Pieve Albignola erschossen werden, doch rannten Locatellis Kinder zu ihrem Vater um ihn zu umarmen, dies rettete wahrscheinlich beiden erstmal das Leben, sie wurden nicht erschossen, sondern wurden in das Gefängnis von Pavia gebracht. Von dort wurden beide in das Gefängnis San Vittore von Mailand überstellt und von SS-Männern verhört und gefoltert. Es folgte die Deportation in das KZ Mauthausen, wo die Arbeitskollegen und Freunde am 20. November 1944 ankamen. Sie wurden zur Zwangsarbeit im Außenlager Melk eingeteilt. Als Panigadi kurz vor Weihnachten erkrankte, ließ ihn Locatelli nicht im Stich. Er riskierte sein Leben, überstieg einen Zaun, versteckte sich in der Krankenstation unter Panigadis Bett und stand ihm bis zuletzt bei. Auch Locatelli konnte die NS-Herrschaft nicht überleben. Aldo Locatelli wurde vermutlich am 26. April 1945 im KZ-Außenlager Ebensee ermordet, kurz vor der Befreiung des Lagers. |
|              | HIER WOHNTE GUIDO PANIGADI GEBOREN 1892 PARTISAN VERHAFTET 27.8.1944 DEPORTIERT 1944 MAUTHAUSEN ERMORDET 20.2.1945 MELK | Piazza della chiesa Pieve Albignola | Guido Panigadi |

### Redavalle
In Redavalle wurde ein Stolperstein verlegt.
| Stolperstein | Übersetzung | Verlegeort                  |                              |
| ------------ | --- | --------------------------- | ---------------------------- |
|              | HIER WOHNTE PEPPINO CAPITANI GEBOREN 1926 VERHAFTET 19.12.1944 DEPORTIERT 1945 MAUTHAUSEN ERMORDET 17.3.1945 GUSEN | Via Garibaldi, 14 Redavalle | Peppino Capitani (1926–1945) |

### Robbio
In Robbio wurde ein Stolperstein verlegt.
| Stolperstein | Übersetzung                                                                                 | Verlegort                | Name, Leben |
| ------------ | ------------------------------------------------------------------------------------------- | ------------------------ | --- |
|              | HIER WOHNTE ELIO SOZZI GEBOREN 1913 VERHAFTET 1944 DEPORTIERT MAUTHAUSEN ERMORDET 30.4.1945 | Piazza Liberta, 3 Robbio | Elio Teresio Sozzi wurde am 13. November 1913 in Robbio geboren. Er war technischer Zeichner, ging zum Militär. Nach dem Waffenstillstand von Cassibile fand er Arbeit bei Alfa-Romeo in Mailand. Er zählte zur Liste der 251, die verhaftet und nach Fossoli verschleppt wurden. Ein Brief an seine Mutter bestätigte die Internierung. Am 24. Juni 1944 kam er im KZ Mauthausen an, am 30. Juli wurde er zur Zwangsarbeit in Wiener Neustadt eingeteilt, später in Steyr, von dort wurde er am 17. April 1954 wieder nach Mauthausen überstellt. Elio Teresio Sozzi wurde dort am 30. April 1945 ermordet, wenige Tage vor der Befreiung des Lagers. |

### Santa Cristina e Bissone
In Santa Cristina e Bissone wurde ein Stolperstein verlegt.
| Stolperstein | Übersetzung                                                                                        | Verlegeort                                      | Name, Leben |
| ------------ | -------------------------------------------------------------------------------------------------- | ----------------------------------------------- | --- |
|              | HIER WOHNTE PIETRO GATTI GEBOREN 1899 VERHAFTET 5.9.1944 DEPORTIERT 1944 DACHAU ERMORDET 16.3.1945 | Via Vittorio Veneto, 5 Santa Cristina e Bissone | Pietro Gatti wurde am 20. Dezember 1899 in Santa Cristina e Bissione geboren. Er war Facharbeiter und verheiratet mit Lina. Nach dem Waffenstillstand von Cassibile vom 8. September 1943 arbeitete er in der Firma Vittorio Necchi in Pavia und verteilte innerhalb des Unternehmens antifaschistische Propagandaschriften. Am 5. September 1944 wurde er von Vertretern der Guardia Nazionale Repubblicana (G.N.R.) verhaftet. Er wurde am 20. September 1944 in das San-Vittore-Gefängnis in Mailand eingeliefert und von dort über das KZ Bozen in das KZ Dachau deportiert. Dort kam er am 9. Oktober 1944 an. Pietro Gatti verlor sein Leben am 16. März 1945. Am 4. Oktober 1944 schrieb er aus Bozen an seine Frau: „Du weißt, Lina, wir haben uns seit einem Monat nicht mehr gesehen. Es scheint mir wie gestern, doch leider ist es eine lange Zeit. Lina, ich hoffe Du bist bester Gesundheit und schaut voll Zuversicht in die Zukunft. Mir geht es solala, ich denke, ich befinde mich in derselben Lage wie Peppino. Der Magen spricht sein Urteil. Vielleicht werden wir in wenigen Tagen verlegt, aber schreib mir bitte weiterhin, wann immer Du kannst. Ich küsse dich sehr, meine Linetta, und vergib mir .... Dein Pietro“ |

### Sartirana Lomellina
In Sartirana Lomellina wurde ein Stolperstein verlegt.
| Stolperstein | Übersetzung | Verlegeort                         | Name, Leben |
| ------------ | --- | ---------------------------------- | --- |
|              | HIER WOHNTE ALDO CONTI GEBOREN 1923 VERHAFTET 1943 INTERNIERT WIETZENDORF DEPORTIERT MITTELBAU DORA ERMORDET 27.1.1944 | Via Gramsci 11 Sartirana Lomellina | Aldo Conti wurde am 12. Februar 1922 in Sartirana Lomellina geboren. Während des Zweiten Weltkriegs wurde er eingezogen und in Albanien eingesetzt. Nach dem Waffenstillstand von Cassibile im September 1943 verweigerte er den Eid auf die italienische Sozialrepublik Mussolinis. Er wurde von deutschen Streitkräften gefangen genommen und entwaffnet und in das KZ Mittelbau-Dora deportiert. Dort musste er unterirdische Zwangsarbeit in der Raketenproduktion verrichten. Aldo Conti wurde am 27. Januar 1944 ermordet. |

### Stradella
In Stradella wurde ein Stolperstein verlegt.
| Stolperstein | Übersetzung                                                                                 | Verlegeort                          | Name, Leben                  |
| ------------ | ------------------------------------------------------------------------------------------- | ----------------------------------- | ---------------------------- |
|              | HIER WOHNTE VITTORIO ACHILLI GEBOREN 1922 DEPORTIERT 1943 MITTELBAU-DORA ERMORDET 28.1.1944 | Via Guglielmo Marconi, 35 Stradella | Vittorio Achilli (1922–1944) |

### Travacò Siccomario
In Travacò Siccomario wurde ein Stolperstein verlegt. Die Initiative zur Verlegung kam von Lilia Derenzini, Dichterin und Tochter des Überlebenden.
| Stolperstein | Übersetzung                                                                                     | Verlegeort                                    | Name, Leben |
| ------------ | ----------------------------------------------------------------------------------------------- | --------------------------------------------- | --- |
|              | HIER WOHNTE FERRUCCIO DERENZINI GEBOREN 1909 VERHAFTET 19.3.1944 DEPORTIERT 1944 DACHAU BEFREIT | San Martino, via Rotta, 24 Travacò Siccomario | Ferruccio Derenzini wurde am 12. August 1909 in Fiume geboren. Er heiratete, das Paar bekam eine Tochter. Er war capitano di complemento, Leutnant der Reserve, und diente im Zweiten Weltkrieg. Nach dem Waffenstillstand von Cassibile am 8. September 1943 kehrte er nach Fiume zurück und nahm seine Arbeit für die Stadtwerke wiederum auf. Er schloss sich dem Comitato di Liberazione Nazionale (Cln), dem Komitee zur nationalen Befreiung an, gründete eine erste Zelle innerhalb der Stadtwerke und rief auch eine freie Gewerkschaft ins Leben, die insbesondere die klandestine Arbeit kaschieren sollte. Derenzini wurde verraten und am 19. März 1944 von den Nazis verhaftet. Er wurde im Coroneo-Gefängnis in Triest inhaftiert, zusammengepfercht mit hundert weiteren Widerstandskämpfern, italienischen und slowenischen. Die Sektion trug den Namen O, kurz für ostaggi, Geiseln des NS-Regimes für allfällige Repressalien. Es handelte sich um eine kollektive Todeszelle. Am 27. April 1944 wurde er in das KZ Dachau deportiert, dort mit der Häftlingsnummer 67312 registriert und anschließend im Außenlager Kottern bei Kempten zur Zwangsarbeit bei Messerschmitt eingeteilt. Am 26. April 1945 wurde er während eines Eliminierungsmarsches in der Nähe von Pfronten befreit. Am 3. August 1945 kehrte er in seine Heimatstadt zurück. 1947 verließ er die Stadt, die jugoslawisch geworden war. Er zog nach Pavia. Im Jahr 1950 schrieb er seine Erfahrungen in einem 26-seitigen Manuskript nieder, welches den Titel trägt: „Il campo di sterminio di Dachau. La marcia di eliminazione e l'avventura del ritorno in patria“ (Das Vernichtungslager Dachau, der Eliminierungsmarsch und das Abenteuer der Rückkehr in die Heimat). Das Original befindet sich im Istituto Gramsci in Turin. Nach dem Tod der Ehefrau übersiedelte er mit seiner Tochter Lilia nach Travacò Siccomario. Er starb am 24. Januar 1998. |

### Varzi
In Varzi wurden fünf Stolpersteine an einer Adresse verlegt.
| Stolperstein | Übersetzung | Verlegeort                 | Name, Leben           |
| ------------ | --- | -------------------------- | --------------------- |
|              | HIER WOHNTE UGO DOMENICO BOZZI GEBOREN 1926 VERHAFTET 19.12.1944 DEPORTIERT MAUTHAUSEN-GUSEN ERMORDET 19.3.1945 | Piazza Umberto I · Varzi · | Ugo Domenico Bozzi    |
|              | HIER WOHNTE MARIO CASULLO GEBOREN 1928 VERHAFTET 19.12.1944 DEPORTIERT MAUTHAUSEN ERMORDET 25.3.1945 WELS       | Piazza Umberto I · Varzi · | Mario Casullo         |
|              | HIER WOHNTE GIACOMO CENTENARO GEBOREN 1925 VERHAFTET 19.12.1944 DEPORTIERT MAUTHAUSEN ERMORDET 3.3.1945         | Piazza Umberto I · Varzi · | Giacomo Centenaro     |
|              | HIER WOHNTE ANTONIO DEGLI ALBERTI GEBOREN 1927 VERHAFTET 19.12.1944 DEPORTIERT MAUTHAUSEN ERMORDET 1945         | Piazza Umberto I · Varzi · | Antonio Degli Alberti |
|              | HIER WOHNTE ANTONIO POGGI GEBOREN 1924 VERHAFTET 19.12.1944 DEPORTIERT MAUTHAUSEN ERMORDET 13.3.1945            | Piazza Umberto I · Varzi · | Antonio Poggi         |

### Vigevano
In Vigevano wurden sechs Stolpersteine an vier Adressen verlegt.
| Stolperstein | Übersetzung | Verlegeort                                            | Name, Leben                |
| ------------ | --- | ----------------------------------------------------- | -------------------------- |
|              | HIER WOHNTE SANTO ARLENGHI GEBOREN 1906 VERHAFTET 3.10.1944 DEPORTIERT 1944 GROSS-ROSEN BEFREIT                      | Via Giorgio Silva, 2 Vigevano                         | Santo Arlenghi (1906–1972) |
|              | HIER WOHNTE SANTINO BONAFIN GEBOREN 1927 VERHAFTET OKT. 1944 DEPORTIERT 1944 MAUTHAUSEN TOT 24.5.1945 ANSFELDEN      | Piazza Martiri della Liberazione Vigevano             | Santino Bonafin            |
|              | HIER WOHNTE ANNA BOTTO GEBOREN 1895 VERHAFTET JULI 1944 DEPORTIERT RAVENSBRÜCK ERMORDET 1944                         | Piazza del Popolo, 11 · Vigevano ·                    | Anna Botto                 |
|              | HIER WOHNTE GIUSEPPE NAI GEBOREN 1923 verhaftet 1944 DEPORTIERT MAUTHAUSEN ERMORDET 6.2.1945 MELK                    | Via Giorgio Silva, 2 Vigevano                         | Giuseppe Nai (1923–1945)   |
|              | HIER STUDIERTE TERESIO OLIVELLI GEBOREN 1916 VERHAFTET 27.4.1944 DEPORTIERT FLOSSENBÜRG ERMORDET 17.1.1945 HERSBRUCK | Via Cairoli 27 (Liceo Benedetto Cairoli) · Vigevano · | Teresio Olivelli           |
|              | HIER WOHNTE ERMES TESTORI GEBOREN 1924 VERHAFTET OKT. 1944 DEPORTIERT 1944 FLOSSENBÜRG ERMORDET 21.3.1945 ZWICKAU    | Piazza Martiri della Liberazione Vigevano             | Ermes Testori              |

### Voghera
In Voghera wurde ein Stolperstein verlegt.
| Stolperstein | Übersetzung | Verlegeort                  | Name, Leben |
| ------------ | --- | --------------------------- | --- |
|              | HIER STUDIERTE JACOPO DENTICI GEBOREN 1926 VERHAFTET 7.11.1944 DEPORTIERT 1944 MAUTHAUSEN ERMORDET 1.3.1945 GUSEN | Via Don Minzoni, 63 Voghera | Jacopo Dentici wurde am 11. September 1926 in Rio Grande, Brasilien, geboren. Sein Vater, Salvatore Dentici, war Arzt. Als er zum Leiter der Chirurgie im Zivilkrankenhaus von Voghera ernannt wurde, übersiedelte die Familie nach Italien. Jacopo besuchte das Liceo S. Grattoni, erzielte hervorragende Noten und konnte sich bereits mit 17 Jahren an der Universität Mailand einschreiben. Er belegte Kurse in reiner Physik. Er schloss sich der Jugendfront für nationale Unabhängigkeit und Freiheit an, die vom Physiker Eugenio Curiel (1912–1945) geführt wurde, sowie den Gruppi di Azione Patriottica, einer Partisanenfront. Er lernte Ferruccio Parri kennen, den Partisanenführer und späteren Ministerpräsidenten Italiens, der in unmittelbarer Nähe wohnte. Parri erkannte schnell die Intelligenz und Ernsthaftigkeit des Jungen. Er wurde enger Mitarbeiter von Parri, geriet in das Feld der Observierungen der faschistischen Geheimdienste und wurde als „gefährliches Element“ eingestuft. Am 7. November 1944 wurde er von der Legione Autonoma Mobile Ettore Muti festgenommen. Der junge Mann verrät keinen seiner Kameraden, obwohl er auch von der SS verhört und gefoltert wurde und zwei Monate lang im San-Vittore-Gefängnis eingesperrt blieb. Am 16. Januar 1945 wurde er in das KZ Bozen deportiert und von dort in das KZ Mauthausen. Er wurde zur Zwangsarbeit im Außenlager Gusen eingeteilt. Jacopo Dentici verlor jedoch aufgrund der Entbehrungen und Misshandlungen am 1. März 1945 sein Leben. In einem letzten Brief an seine Schwester aus dem KZ Bozen schrieb er: „Meine Liebe, nun sind wir hier. Wir fahren jetzt schon sehr früh nach D., nehme ich an. Daher befürchte ich, dass nicht mehr viel zu tun ist. Es war mir nicht möglich zu fliehen. Die einzige Hoffnung ist, dass schnellstens einer Anfrage auf Austausch stattgegeben wird. Tu, was du kannst, aber ich hoffe nicht sehr darauf. Auf jeden Fall lass den Kopf nicht hängen! Küss Mutter von mir. Ihr werdet sehen, ich schaff es schon. Gott, bin ich hässlich ohne Haare!“ Im November 1946 verlieh ihm die Universität Mailand das Doktorat in Physik ad honorem. Die Stadt Voghera benannte eine Straße nach ihm. Das Liceo Galileo Galilei in Voghera verleiht seit 1966 einen Preis, der seinen Namen trägt. |

## Verlegedaten

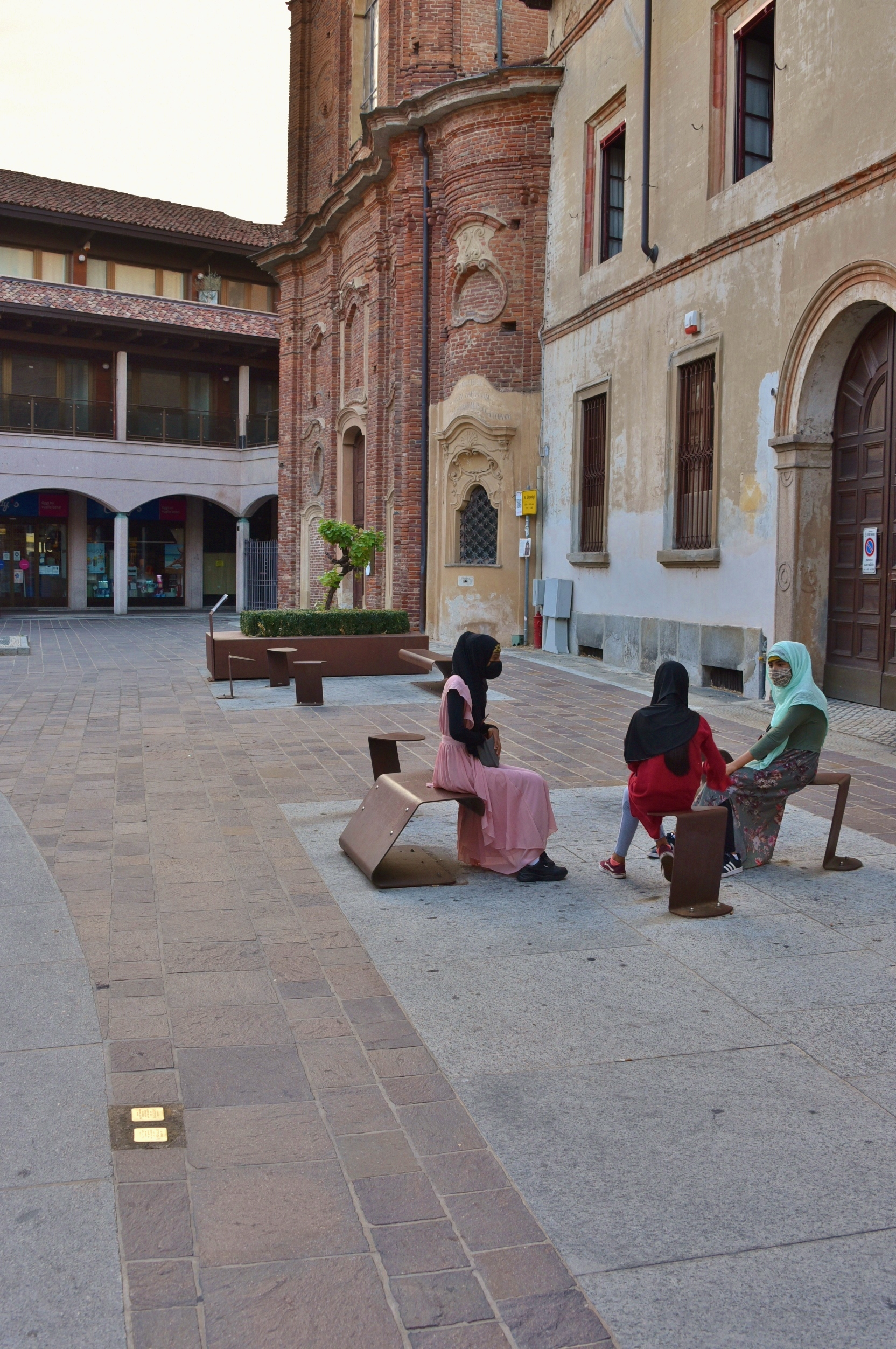
Stolpersteine in Vigevano

Die Stolpersteine in der Provinz Pavia wurden an folgenden Tagen verlegt:
- 14. Januar 2018: Varzi
- 18. Januar 2018: Pavia (Piazza Petrarca, 32)
- 19. Januar 2018: Broni, Vigevano (Piazza del Popolo, 11; Istituto Benedetto Cairoli)
- 19. Januar 2019: Cilavegna, Gravellona Lomellina
- 20. Januar 2019: Santa Cristina e Bissone
- 23. Januar 2019: Landriano, Pavia (Via Rezia, 24, Via Tortona, Viale Vittorio Emanuele II, 22), Travacò Siccomario, Voghera
- 24. Januar 2019: Garlasco
- 14. Januar 2020: Belgioioso
- 24. Januar 2020: Mede
- 27. Januar 2020: Gambolò, Vigevano (Piazza Martiri della Liberazione)
- 28. Januar 2020: Mortara
- 7. Mai 2021: Pieve Albignola
- 27. Januar 2022: Lomello, Sartirana Lomellina
- 28. Januar 2022: Robbio
- 5. Mai 2022: Montù Beccaria
- 22. Mai 2022: Langosco
- 8. September 2022: Gambolò (Paolo Costa Giovanolo)
- 27. Januar 2023: Pavia (Egidio Casasanta)
- 26. Januar 2024: Lardirago
- 27. Januar 2024: Landriano (Mario Spadari), Redavalle, Vigevano (Santo Arlenghi, Giuseppe Nai)
- 3. März 2024: Cilavegna (Camilla Campana)
- 22. März 2024: Chignolo Po
- 3. Mai 2024: Stradella

Am 3. April 2022 wurden vor dem Municipio von Zeme zwei Plagiatsteine verlegt. Der eine ist Teresio Olivelli gewidmet, der andere Ernesto Stanglini.